# What Did You Expect from the Vaccines?
What Did You Expect From The Vaccines? è l'album di debutto dei Vaccines, registrato in circa due settimane del 2010 negli studi RAK and Miloco Square di Londra. L'album è stato pubblicato il 14 marzo 2011 dalla Columbia Records.
L'uscita dell'album è stata anticipata dalla pubblicazione dei due singoli Wreckin' Bar (Ra Ra Ra) e Post Break-Up Sex.
L'album riuscì ad entrare nella UK Album Chart alla posizione numero 4.

## Tracce
1. Wreckin' Bar (Ra Ra Ra)
2. If You Wanna
3. A Lack of Understanding
4. Blow It Up
5. Wetsuit
6. Nørgaard
7. Post Break-Up Sex
8. Under Your Thumb
9. All in White
10. Wolf Pack
11. Family Friend
12. Somebody Else's Child (Traccia nascosta)